# 团结镇 (花垣县)
团结镇，是中华人民共和国湖南省湘西土家族苗族自治州花垣县下辖的一个乡镇级行政单位。

## 行政区划
团结镇下辖以下地区：
吉峒坪社区、长新村、漏那村、桐木寨村、永丰村、云盘村、老王寨村、水田溪村、中寨村、太平村、漾水坪村、上阿碧村、老鸦塘村、龙保村、岩坝塘村、杨家寨村、下瓦水村、马道子村和吉场村。